# Mario Pinzauti
Mario Pinzauti, noto anche con lo pseudonimo di Peter Launders (Roma, 1º maggio 1930 – 2010), è stato un regista e sceneggiatore italiano.

## Filmografia

### Regista
- Vamos a matar Sartana, co-regia di George Martin (1971)
- Due Magnum 38 per una città di carogne (1975)
- Mandinga (1976)

### Regista e sceneggiatore
- Giunse Ringo e... fu tempo di massacro (1970)
- Emmanuelle bianca e nera (1976)
- Clouzot & C. contro Borsalino & C. (1977)

### Sceneggiatore
- Cadavere a spasso, regia di Marco Masi (1965)